# Gioiosa Ionica
Gioiosa Iònica (uneori Gioiosa Jònica) este o comună în regiunea Calabria, în provincia Reggio Calabria, Italia.

## Demografie
Gioiosa Ionica - evoluția demografică

|  | Graficele sunt indisponibile din cauza unor probleme tehnice. Mai multe informații se găsesc la Phabricator și la wiki-ul MediaWiki. |

Date: Recensăminte sau birourile de statistică - grafică realizată de Wikipedia

1. ↑  Superficie di Comuni Province e Regioni italiane al 9 ottobre 2011 (în italiană), Istituto Nazionale di Statistica, accesat în 16 martie 2019